# Івановка (Чаришський район)
Іва́новка (рос. Ивановка) — село у складі Чаришського району Алтайського краю, Росія.

## Населення
Населення — 61 особа (2010; 101 у 2002).
Національний склад (станом на 2002 рік):
- росіяни — 98 %